# Mocoso

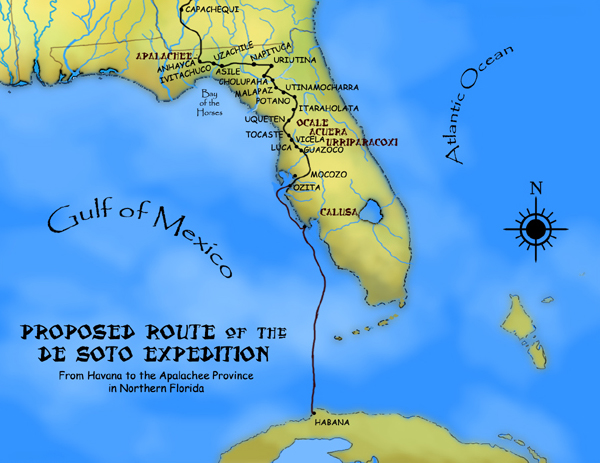
Una ruta proposada per a la primera etapa de l'expedició de De Soto, basat en el mapa de Charles M. Hudson de 1997

Mocoso (Mogoso o Mocoço) era el nom d'un cacicat del segle xvi situat a la riba oriental de la badia de Tampa, Florida vora la desembocadura del riu Alafia, de la seva vila principal i del seu cap. Mocoso també era el nom d'un llogaret del segle xvii a la província d'Acuera, una branca dels Timucua. Els habitants d'ambdós pobles es creu que han estat parlants de timucua.
Els mocosos de la badia de Tampa Bay vivien a l'àrea de la cultura Safety Harbor. El poble mocoso va ser dels primers habitants de Florida que es trobaren tant amb l'expedició de Narváez en 1528 i l'expedició d'Hernando de Soto en 1539. Hernando de Escalante Fontaneda, que va ser captiu de diverses tribus a Florida des d'aproximadament 1549 fins a aproximadament 1566, descriu Mocoss com a "regne per [ell]mateix", p. ex., no formava part del domini Calusa. Els cronistes de l'expedició de De Soto registraren que Mocoso era subjecte a un cap de l'interior anomenat Paracoxi o Urriparacoxi de la vila del mateix nom. Paracoxi era el títol de lideratge usat per alguns grups timucua orientals.
L'expedició de De Soto va trobar Juan Ortíz, un espanyol que vivia amb els Mocoso. Ortiz havia estat capturat pels Uzita mentre cercava les restes de l'expedició de Narváez, i que més tard havia escapat a Mocoso. Ortiz coneixia la llengua timucua i serví a De Soto com a intèrpret quan va travessar les àrees de parla timucua en el seu camí als apalachee.
Els Mocoso pintaven els seus cossos de color vermell i portaven plomes als cabells.
Hann argumenta que els mocosos parlaven un dialecte del timucua: els mocosos parlaven un idioma diferent al dels seus veïns a Uzita, Tocobago i Calusa, que tatuaven els seus cossos igual que els timucua, mentre que no hi ha cap registre dels tatuatges entre altres tribus al voltant de la badia de Tampa. Juan Ortíz, que havia viscut amb els Mocoso, parlaven timucua, i Mocoso estava subjecte a un cap amb un nom timucua.
El governador de la Florida espanyola va informar en 1614 que 300 canoes de guerra calusa van atacar dos pobles a la província de Mococo prop de la badia de Tampa, matant unes 500 persones, perquè les ciutats eren aliades dels espanyols. Un poble anomenat Mocoso és registrat a la província Acuera al segle xvii. Un nadiu d'aquest Mocoso, Diego Salvador, va ser un intèrpret real a Apalachee, parlant espanyol, timucua i apalachee, i sergent major de l'exèrcit espanyol. També pot haver tingut contacte estret amb el governador espanyol de Florida. Hann suggereix que els Mocoso a la badia de Tampa havia incorregut en la ira d'altres tribus de la zona ajudant a l'expedició de De Soto i es van veure obligats a retirar-se cap a l'interior, acabant a Acuera. Hann també especula que la posició de Diego Salvador pot haver estat una recompensa per l'ajuda que un avantpassat havia donat a De Soto.